# Saison 2003-2004 de Manchester United
 (mai 2021).
Maillots
Chronologie
Saison précédente Saison suivante
Les résultats du Manchester United Football Club lors du Championnat d'Angleterre de football 2003-2004 :
| Date              | Adversaire              | Domicile/Extérieur | Résultat | Buteurs                                             | Affluence | Classement |
| ----------------- | ----------------------- | ------------------ | -------- | --------------------------------------------------- | --------- | ---------- |
| 16 août 2003      | Bolton Wanderers        | Domicile           | 4–0      | Giggs (2) 35e, 74e, Scholes 77e, van Nistelrooy 87e | 67,647    | 2          |
| 23 août 2003      | Newcastle United        | Extérieur          | 2–1      | van Nistelrooy 51e, Scholes 59e                     | 52,165    | 3          |
| 27 août 2003      | Wolverhampton Wanderers | Domicile           | 1–0      | O'Shea 10e                                          | 67,648    | 2          |
| 31 août 2003      | Southampton             | Extérieur          | 0–1      |                                                     | 32,066    | 2          |
| 13 septembre 2003 | Charlton Athletic       | Extérieur          | 2–0      | van Nistelrooy (2) 62e, 82e                         | 26,078    | 2          |
| 21 septembre 2003 | Arsenal FC              | Domicile           | 0–0      |                                                     | 67,639    | 3          |
| 27 septembre 2003 | Leicester City          | Extérieur          | 4–1      | Keane 15e, van Nistelrooy (3) 16e, 45e, 52e         | 32,044    | 3          |
| 4 octobre 2003    | Birmingham City         | Domicile           | 3–0      | van Nistelrooy 36e (pen.), Scholes 57e, Giggs 82e   | 67,633    | 2          |
| 18 octobre 2003   | Leeds United            | Extérieur          | 1–0      | Keane 81e                                           | 40,153    | 2          |
| 25 octobre 2003   | Fulham                  | Domicile           | 1–3      | Forlán 45e                                          | 67,727    | 3          |
| 1er novembre 2003 | Portsmouth              | Domicile           | 3–0      | Forlán 37e, Ronaldo 80e, Keane 82e                  | 67,639    | 3          |
| 9 novembre 2003   | Liverpool FC            | Extérieur          | 2–1      | Giggs (2) 58e, 70e                                  | 44,159    | 3          |
| 22 novembre 2003  | Blackburn Rovers        | Domicile           | 2–1      | van Nistelrooy 24e, Kléberson 38e                   | 67,748    | 3          |
| 30 novembre 2003  | Chelsea FC              | Extérieur          | 0–1      |                                                     | 41,932    | 3          |
| 6 décembre 2003   | Aston Villa             | Domicile           | 4–0      | van Nistelrooy (2) 16e, 45e, Forlán (2) 90e, 90e    | 67,621    | 3          |
| 13 décembre 2003  | Manchester City         | Domicile           | 3–1      | Scholes (2) 7e, 73e, van Nistelrooy 34e             | 67,645    | 2          |
| 21 décembre 2003  | Tottenham Hotspur       | Extérieur          | 2–1      | O'Shea 15e, van Nistelrooy 26e                      | 35,910    | 1          |
| 26 décembre 2003  | Everton FC              | Domicile           | 3–2      | Butt 9e, Kléberson 44e, Bellion 68e                 | 67,642    | 1          |
| 28 décembre 2003  | Middlesbrough           | Extérieur          | 1–0      | Fortune 14e                                         | 34,738    | 1          |
| 7 janvier 2004    | Bolton Wanderers        | Extérieur          | 2–1      | Scholes 24e, van Nistelrooy 39e                     | 27,668    | 1          |
| 11 janvier 2004   | Newcastle United        | Domicile           | 0–0      |                                                     | 67,622    | 1          |
| 17 janvier 2004   | Wolverhampton Wanderers | Extérieur          | 0–1      |                                                     | 29,396    | 2          |
| 31 janvier 2004   | Southampton             | Domicile           | 3–2      | Saha 18e, Scholes 37e, van Nistelrooy 61e           | 67,758    | 2          |
| 7 février 2004    | Everton                 | Extérieur          | 4–3      | Saha (2) 9e, 29e, van Nistelrooy (2) 24e, 89e       | 40,190    | 2          |
| 11 février 2004   | Middlesbrough           | Domicile           | 2–3      | van Nistelrooy 45e, Giggs 63e                       | 67,346    | 2          |
| 21 février 2004   | Leeds United            | Domicile           | 1–1      | Scholes 64e                                         | 67,744    | 2          |
| 28 février 2004   | Fulham                  | Extérieur          | 1–1      | Saha 14e                                            | 18,306    | 3          |
| 14 mars 2004      | Manchester City         | Extérieur          | 1–4      | Scholes 35e                                         | 47,284    | 3          |
| 20 mars 2004      | Tottenham Hotspur       | Domicile           | 3–0      | Giggs 30e, Ronaldo 89e, Bellion 90e                 | 67,634    | 3          |
| 28 mars 2004      | Arsenal FC              | Extérieur          | 1–1      | Saha 86e                                            | 38,184    | 3          |
| 10 avril 2004     | Birmingham City         | Extérieur          | 2–1      | Ronaldo 60e, Saha 78e                               | 29,548    | 3          |
| 13 avril 2004     | Leicester City          | Domicile           | 1–0      | G. Neville 56e                                      | 67,749    | 3          |
| 17 avril 2004     | Portsmouth              | Extérieur          | 0–1      |                                                     | 20,140    | 3          |
| 20 avril 2004     | Charlton Athletic       | Domicile           | 2–0      | Saha 28e, G. Neville 65e                            | 67,477    | 3          |
| 24 avril 2004     | Liverpool FC            | Domicile           | 0–1      |                                                     | 67,647    | 3          |
| 1er mai 2004      | Blackburn Rovers        | Extérieur          | 0–1      |                                                     | 29,616    | 3          |
| 8 mai 2004        | Chelsea FC              | Domicile           | 1–1      | van Nistelrooy 76e                                  | 67,609    | 3          |
| 15 mai 2004       | Aston Villa             | Extérieur          | 2–0      | Ronaldo 4e, Van Nistelrooy 10e                      | 42,573    | 3          |

| Pos | Club              | J  | V  | N  | D  | BP | BC | Diff | Pts |
| --- | ----------------- | -- | -- | -- | -- | -- | -- | ---- | --- |
| 2   | Chelsea FC        | 38 | 24 | 7  | 7  | 67 | 30 | +37  | 79  |
| 3   | Manchester United | 38 | 23 | 6  | 9  | 64 | 35 | +29  | 75  |
| 4   | Liverpool FC      | 38 | 16 | 12 | 10 | 55 | 37 | +18  | 60  |

J = Matchs joués; V = Matchs gagnés; N = Matchs nuls; P = Matchs perdus; BP = Buts Pour; BC = Buts Contre; Diff = Differentiel; Pts = Points